# Tanaostigmodes insculptus
Tanaostigmodes insculptus är en stekelart som beskrevs av Lasalle 1987. Tanaostigmodes insculptus ingår i släktet Tanaostigmodes och familjen Tanaostigmatidae. Inga underarter finns listade i Catalogue of Life.